# Tetrops starkii
Tetrops starkii је врста инсекта из реда тврдокрилаца (Coleoptera) и породице стрижибуба (Cerambycidae). Сврстана је у потпородицу Lamiinae.

## Распрострањеност
Врста је распрострањена на подручју централне Европе, Шведске и Балканског полуострва. На подручју Србије се ретко среће.

## Опис
Покрилца су жутосмеђе боје, на крајевима имају карактеристичну црну мрљу. Пубесценција на елитронима је дуга и беле боје. На пронотуму се налазе само дуге длаке, за разлику од сличне врсте - Tetrops praeustus (Linnaeus, 1758) код које се на пронотуму налазе и кратке и дуге длаке. Дужина тела је од 3 до 6 mm.

## Биологија
Животни циклус траје од једне до две године. Адулти су активни током маја и јуна. Као биљка домаћин јављају се различите врсте листопадног дрвећа, често врсте из родова Malus, Pyrus, Rosa и Crataegus. Одрасле јединке се могу наћи отресањем биљке домаћина. 

## Синоними
- Tetrops starki Chevrolat, 1859 (misspelling)
- Tetrops praeusta var. starki (Chevrolat) Planet, 1924